# Jedyna
Jedyna – dziewiąty album zespołu Milano wydany 13 maja 2013 roku w firmie fonograficznej Green Star. Album został wydany po 13 latach od albumu "The Best 2000" i pierwszy w nowym składzie z Maciejem Koszczukiem na czele. Płyta zawiera 17 utworów w tym 9 starych hitów w nowych wersjach, 7 premierowych i jeden remix. Do piosenek "Bara Bara", "Dlaczego", "Jedyna" i "Przyjdzie dzień" zostały nagrane teledyski.

## Lista utworów
1. "Jedyna"
2. "Przyjdzie dzień"
3. "Za nią pójdę w ciemno"
4. "Jasnowłosa"
5. "O tobie kochana"
6. "Dla Nas"
7. "Kasiu Katarzyno"
8. "Brązowe oczy"
9. "Puste słowa"
10. "Wakacje"
11. "Ty i tylko Ty"
12. "Bara Bara"
13. "Dlaczego"
14. "Nieśmiała dziewczyna"
15. "Niebezpieczna chwila"
16. "Tak jak kiedyś"
17. "Bara Bara" (DJ Crash Remix)